# Ксенија Вучић
Ксенија Вучић (рођ. Јанковић; Београд, 13.  децембар 1966 — Београд, 29. јануар 2022) била је српска новинарка и прва супруга председника Републике Србије Александра Вучића.

## Биографија
Рођена је као Ксенија Јанковић 25. фебруара 1966. у Београду.  
Новинарством се бавила 30 година. Пре него што je почела да уређује и води емисију Правац на телевизији Пинк, За директорку кабловског канала Пинк 3 je изабрана 2015. године. Ксенија Вучић је радила у часопису Српска реч, радију Фокус и радију Индекс, као и на телевизији Студио Б.
Из брака са Александром Вучићем има двоје деце сина Данила и кћерку Милицу.
Преминула је после краће и тешке болести 29. јануара 2022. у 56. години живота у Београду.